# Cloonanaha
Cloonanaha est un village en Irlande, situé dans le comté de Clare.

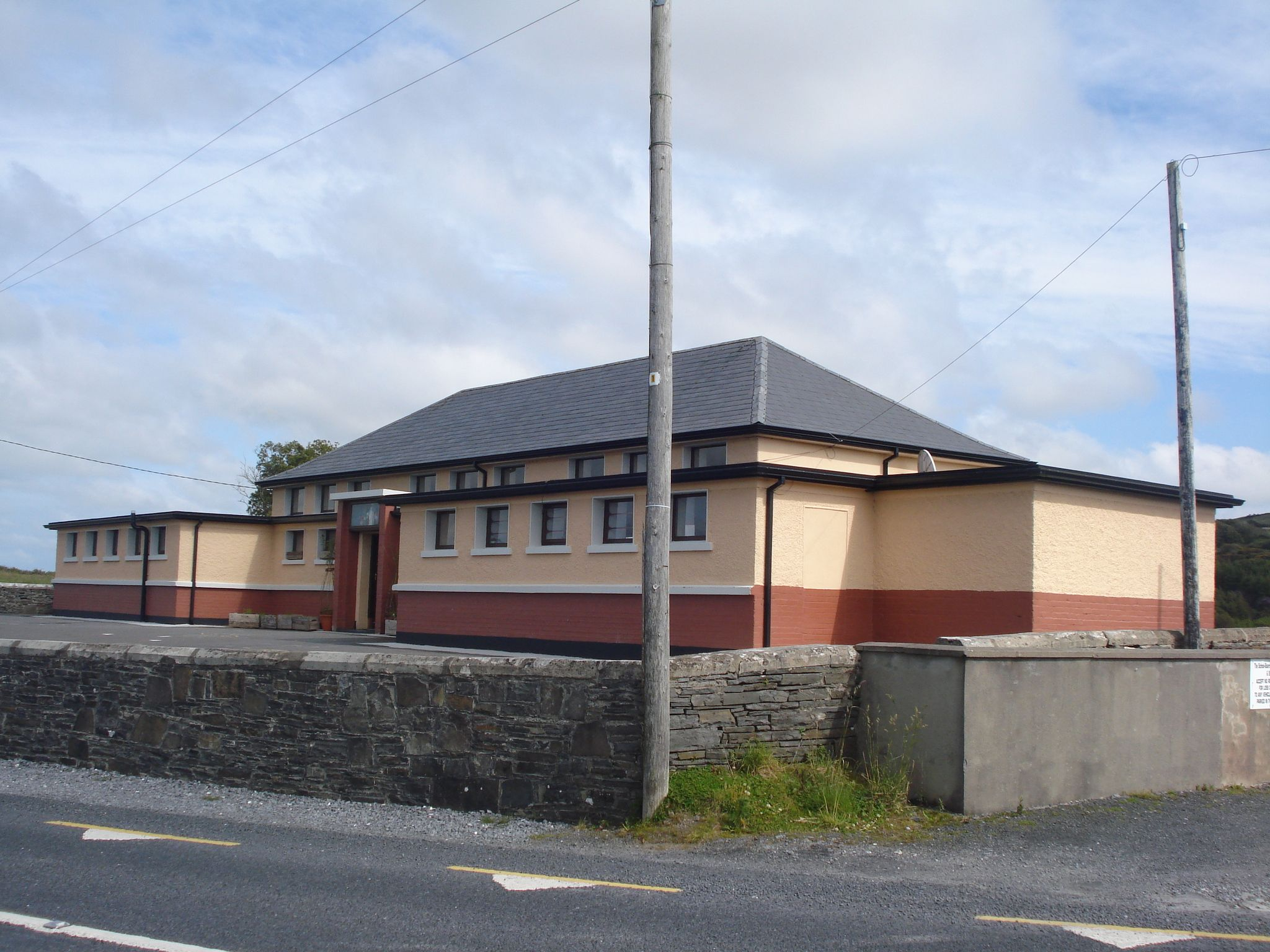
National School à Cloonanaha.